# Bart van Elst
Lambertus (Bart) van Elst (Bennekom, 21 juli 1917 – Amersfoort, 20 maart 1945) was een Nederlandse verzetsstrijder.

## Levensloop
Van Elst werd als tweede kind geboren. Zijn ouders runden een stalhouderij. Zijn moeder overleed toen hij 4 jaar oud was bij de geboorte van zijn jongere zusje. Twee jaar later overleed de vader van Van Elst. De drie kinderen werden vervolgens opgevoed door hun grootouders.
In zijn twintigste levensjaar werd Van Elst – zoals gebruikelijk – opgeroepen voor militaire dienst. Hij diende bij de veldartillerie in Ede. Een jaar later trad hij toe tot het Korps Politietroepen. Dit korps verrichtte politiediensten binnen het leger. Na de Duitse bezetting in mei 1940 vormde de nieuwe machtshebbers de rijkspolitiediensten om en gingen samen de Marechaussee heten. Van Elst was waarschijnlijk gelegerd in Groesbeek.
Samen met 16 collega's werd Van Elst in mei 1942 gearresteerd, omdat hij het Wilhelmus zou hebben gezongen. Zij kwamen in Kamp Amersfoort terecht en kregen vervolgens te horen dat ze tot achttien maanden tewerkstelling in Duitsland waren veroordeeld. In september 1943 was hij terug in Nederland, omdat hij moest getuigen in een rechtszaak. Op dat moment besloot Van Elst onder te duiken.
Van Elst legde vervolgens contact met mensen van het verzet in Bennekom en bood zijn hulp aan. Waarschijnlijk hielp hij bij het vervalsen van persoonsbewijzen. De verzetsman was in zijn werkwijze bijzonder onvoorzichtig. Zo zou hij door De Kraats zijn gefietst met achterop de fiets zichtbaar een karabijn. In maart 1944 werd hij gearresteerd door een landwachter en twee marechaussees, onder wie Jacob Eduard Feenstra. Zij namen hem mee naar het huis van zijn grootouders aan de Hoekelumse Brinkweg voor een huiszoeking. Daar ter plekke overmeesterde Van Elst een van zijn bewakers en wist te ontkomen.
Vanuit het Bennekomse verzet werd Van Elst gemaand om voorzichtiger te zijn. Hij paste zijn uiterlijk aan – waaronder het trekken van twee kenmerkende voortanden – om het risico op herkenning te verkleinen. De Sicherheitsdienst arresteerde Van Elsts verloofde en nam haar mee naar het regionale hoofdkwartier De Wormshoef in Lunteren.
Waar Van Elst zich in het jaar 1944 ophield is onbekend. Wel nam hij volop deel aan het verzet. Zo vervoerde hij wapens en gaf training daarin. Van Elst was betrokken bij het geschikt maken van een schaapskooi aan de Zecksteeg voor Britse parachutisten die na de Slag om Arnhem waren achtergebleven. Hij nam deel aan Operatie Pegasus II. Hij verbleef op de boerderij Westerode aan de weg tussen Ede en Otterlo. Dit was het laatste punt waar men kon aanhaken bij de groep die vanuit Lunteren vertrokken was. Geen van de deelnemers bereikte echter de boerderij en de hele operatie liep uit op een mislukking met verschillende doden tot gevolg.  Ook is bekend dat Van Elst twee Joodse vrouwen in oktober 1944 vervoerde naar hun nieuwe onderduikadres aan de Bovenbuurtweg 23 in Ede.

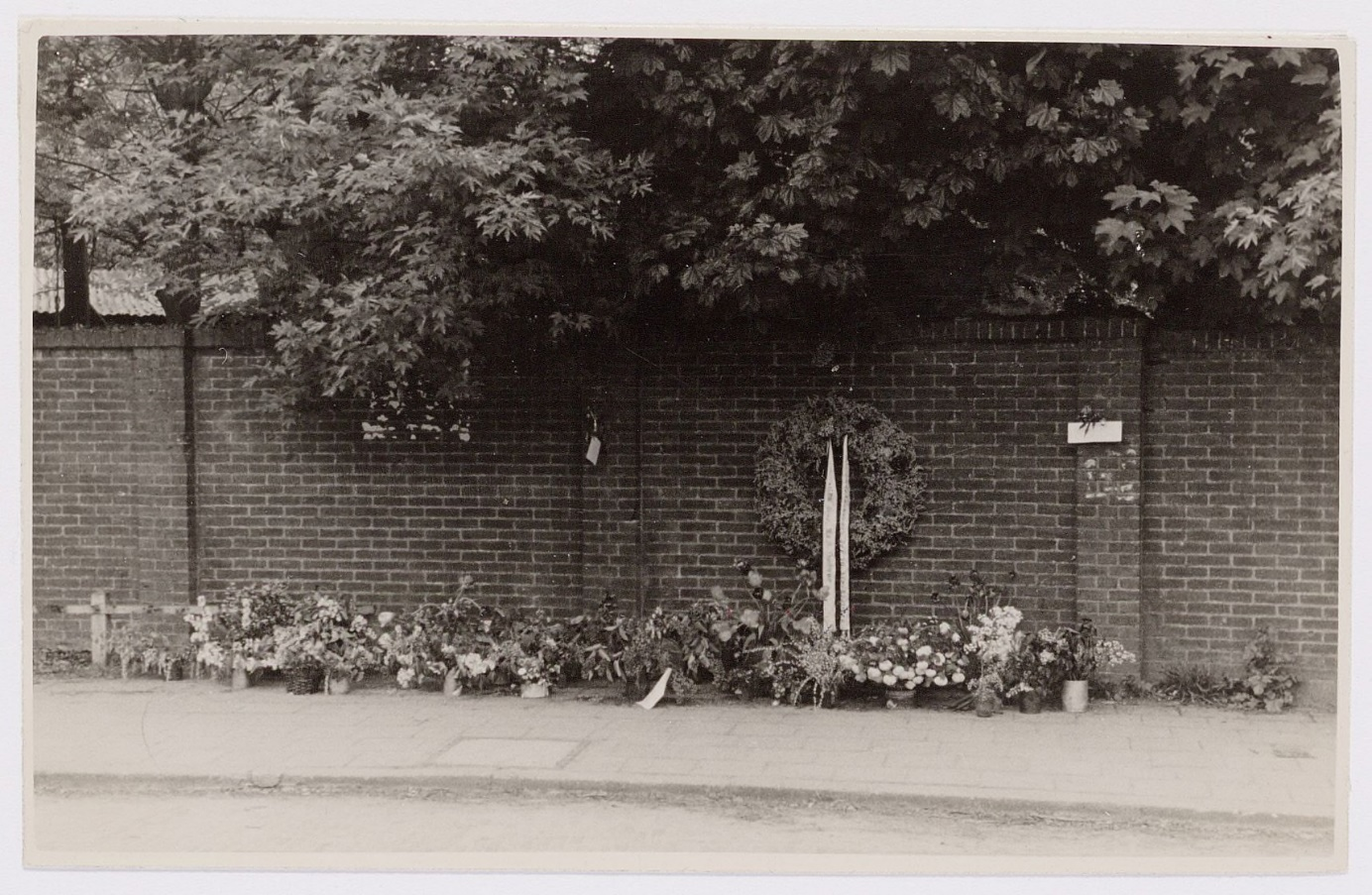
Executieplaats aan de Appelweg

Er vond in de nacht van 2 maart 1945 een wapendropping plaats in de velden tussen Ede en Lunteren. Een paar dagen later werd er vanuit Engeland de vraag gesteld of het veilig was op dezelfde plek opnieuw een dropping te houden. Dat was niet het geval, want na de dropping werden Van Elst en zeventien anderen aangehouden in de buurt van de kruising van de Goorsteeg en Hessenweg nabij Lunteren.
Van Elst en de anderen werden de eerste dagen vastgehouden op De Wormshoef in Lunteren, voordat ze op transport naar Kamp Amersfoort werden gezet. Tijdens de ondervragingen in De Wormshoef werden de verzetslieden zwaar mishandeld. Van Elst had een blauw oog en kon bijna niet meer staan. Op 14 maart 1945 was in Amersfoort de "foute" politieman Diederik Lutke Schipholt door het verzet doodgeschoten. Als vergeldingsmaatregel werd Van Elst zes dagen later samen met negen anderen gefusilleerd aan de Appelweg.
Na de oorlog werd het lichaam van Van Elst bijgezet in Het Mausoleum in Ede. In zijn geboorteplaats Bennekom werd het Bart van Elstplantsoen naar hem vernoemd.